# Mario Nicolis di Robilant
Mario Antonio Paolino Luigi Giuseppe Nicolis di Robilant (Torino, 28. travnja 1855. – Rim, 23. srpnja 1943.) je bio talijanski general i vojni zapovjednik. Tijekom Prvog svjetskog rata zapovijedao je 4. i 5. armijom na Talijanskom bojištu.

## Obitelj
Mario Nicolis di Robilant je rođen 28. travnja 1855. u Torinu. Sin je grofa Carla Alberta Nicolis di Robilanta i Lidie Nomis di Pollone. U lipnju 1892. sklopio je brak s Margheritom Francesetti d'Hautecour s kojom je imao četiri kćeri i to Irenu, Gabriellu, Margheritu i Mariu Luisu. 

## Vojna karijera
Di Robilant je pohađao Vojnu akademiju u Torinu koju je završio 1874. godine, nakon čega je raspoređen na službu u topničku pukovniju. Godine 1882. promaknut je u čin poručnika, te raspoređen na službu u Glavni stožer gdje ostaje do 1890., kada je unaprijeđen u čin bojnika, te upućen na službu u 10. bersagliersku pukovniju. U siječnju 1891. postaje pobočnikom princa Viktora Emanuela od Savoja-Aoste, nakon čega je, četiri godine poslije, bio promaknut u čin potpukovnika, te imenovan načelnikom stožera divizije Bologna. Potom je u veljači 1898. unaprijeđen u čin pukovnika, te imenovan zapovjednikom 68. pješačke pukovnije. Međutim, te iste 1898. godine, ponovno je raspoređen na službu u Glavni stožer.
U studenom 1903. promaknut je u čin general bojnika, te preuzima zapovjedništvo nad brigadom Basilicata. Potom je u travnju 1908. premješten u ministarstvo vanjskih poslova u kojem je upućen u Makedoniju gdje je obučavao makedonsku žandarmeriju. U ožujku 1910. unaprijeđen je u čin general poručnika, nakon čega zapovijeda najprije divizijom Piacenza, a potom divizijom Torino. Potom zapovijeda XII., te IV. korpusom na čijem čelu dočekuje i ulazak Italije u rat na strani Antante.

## Prvi svjetski rat
Na početku ratnih operacija IV. korpus kojim je zapovijedao di Robilant nalazio se u sastavu 2. armije kojom je zapovijedao Pietro Frugoni. U sastavu navedene armije sudjeluje u Prvoj i Drugoj bitci na Soči. Tijekom Druge bitke na Soči uspijeva zauzeti vrh Monte Nero. U prosincu 1915. imenovan je zapovjednikom 4. armije zamijenivši na tom mjestu Luigija Navu. Navedenom armijom koja je držala položaje u Dolomitima zapovijedao je većim dijelom rata. Tijekom zapovjedništva nad 4. armijom u rujnu 1917. imenovan je senatorom.

Nakon proboja bojišta kod Kobarida, načelnik Glavnog stožera Luigi Cadorna naredio je di Robilantu povlačenje prema Monte Grappi. Di Robilant, ne shvaćajući ozbiljnost situacije, nije međutim, odmah poslušao Cadornino naređenje, što je uzrokovalo zarobljavanje 11.500 vojnika koje su zarobile jedinice Otta von Belowa. Di Robilant se međutim, iskupio za navedenu pogrešku jer je uspio zaustaviti austro-njemačko napredovanje u Bitci na Monte Grappi. Nakon toga jedno kratko vrijeme zapovijeda novoformiranom 5. armijom, da bi potom bio imenovan talijanskim vojnim predstavnikom u Vrhovnom ratnom vijeću u Versaillesu.

## Poslije rata
Nakon završetka rata Di Robilant se u veljači 1919. vraća u domovinu gdje preuzima zapovjedništvo 8. armije. Na vlastiti zahtjev 30. studenog 1919. je umirovljen. Tijekom umirovljenja u studenom 1924. je promaknut u čin generala armije. Preminuo je 23. srpnja 1943. godine u 89. godini života u Rimu. 

## Vanjske poveznice
(tal.) Mario Nicolis di Robilant na stranici Treccani.it

(tal.) Mario Nicolis di Robilant na stranici Senato.it  Arhivirana inačica izvorne stranice od 5. studenoga 2021. (Wayback Machine)

(tal.) Mario Nicolis di Robilant na stranici Montegrappa.org

(tal.) Mario Nicolis di Robilant na stranici Notiziedalfronte.it